# Гіда (Біхор)
Гіда (рум. Ghida) — село у повіті Біхор в Румунії. Входить до складу комуни Балк.
Село розташоване на відстані 426 км на північний захід від Бухареста, 48 км на північний схід від Ораді, 105 км на північний захід від Клуж-Напоки.

## Населення
За даними перепису населення 2002 року у селі проживали 189 осіб.
Національний склад населення села:
| Національність | Кількість осіб | Відсоток |
| -------------- | -------------- | -------- |
| румуни         | 167            | 88,4%    |
| цигани         | 21             | 11,1%    |

Рідною мовою назвали:
| Мова      | Кількість осіб | Відсоток |
| --------- | -------------- | -------- |
| румунська | 168            | 88,9%    |
| циганська | 21             | 11,1%    |